# Hyphalia festivaria
Hyphalia festivaria är en fjärilsart som beskrevs av Jacob Hübner 1823. Hyphalia festivaria ingår i släktet Hyphalia och familjen mätare. Inga underarter finns listade i Catalogue of Life.